# Eschweiler Bergwerks-Verein

Aktie über 900 RM des Eschweiler Bergwerks-Verein vom Februar 1929

Der Eschweiler Bergwerks-Verein (EBV; anderer Name: Anonyme Gesellschaft Eschweiler Bergwerksverein) mit Sitz in Aldenhoven (bis 1913 Eschweiler-Pumpe, bis Februar 2008 Herzogenrath-Kohlscheid) hat als führendes Bergbauunternehmen des Aachener Steinkohlenreviers die Region Aachen im 19. und 20. Jahrhundert maßgeblich geprägt. Nach Schließung aller Zechen und Aufgabe der Hauptverwaltung in Kohlscheid zu Beginn des Jahres 2008 ist die EBV GmbH heute lediglich im Bereich der Bergschadenverwaltung aktiv und als eigenständige Unternehmensmarke tätig.
Zuvor konzentrierte sich der EBV auf Immobilienaktivitäten und war als Gesellschaft mit beschränkter Haftung ein Tochterunternehmen des damaligen RAG-Immobilien-Verbundes, das mit rund 8500 Wohneinheiten sowie zahlreichen Gewerbegrundstücken zum führenden Immobiliendienstleister in der Region Aachen-Eschweiler gehörte. Seit September 2007 wurden diese Geschäfte unter dem Dach der Evonik Immobilien GmbH/Evonik Wohnen GmbH, des immobilienwirtschaftlichen Geschäftsfeldes der Evonik Industries AG fortgeführt, die seit 2011 zu Vivawest umfirmierte.

## Geschichte

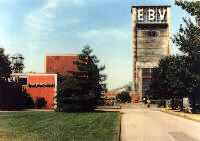
Grube Emil Mayrisch mit „EBV“

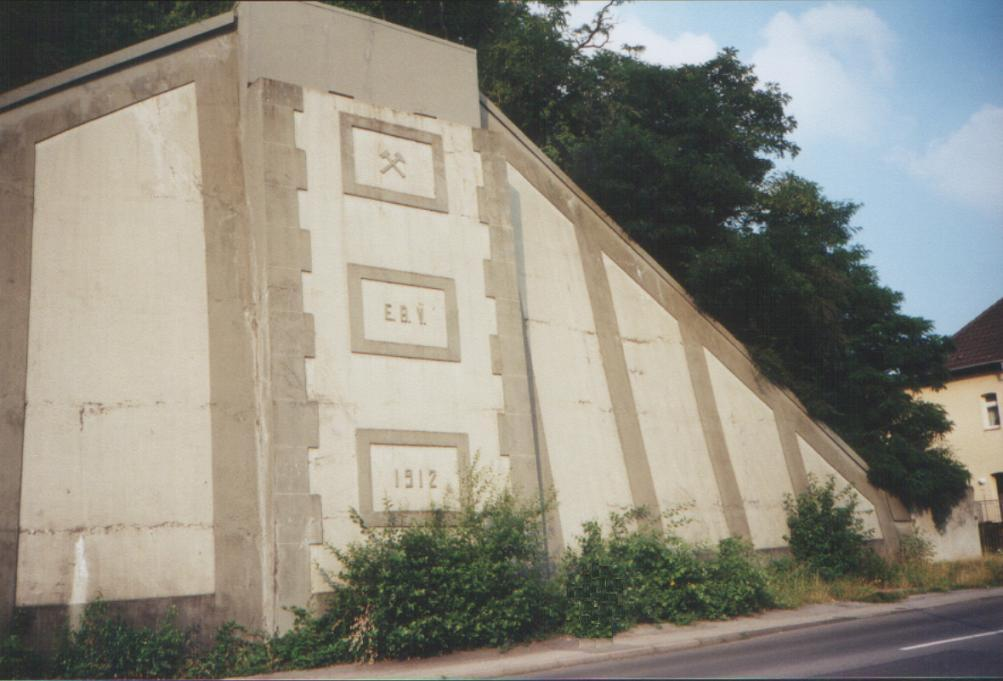
Ehemaliges Brückenwiderlager von 1912 in Pumpe-Stich mit „EBV“

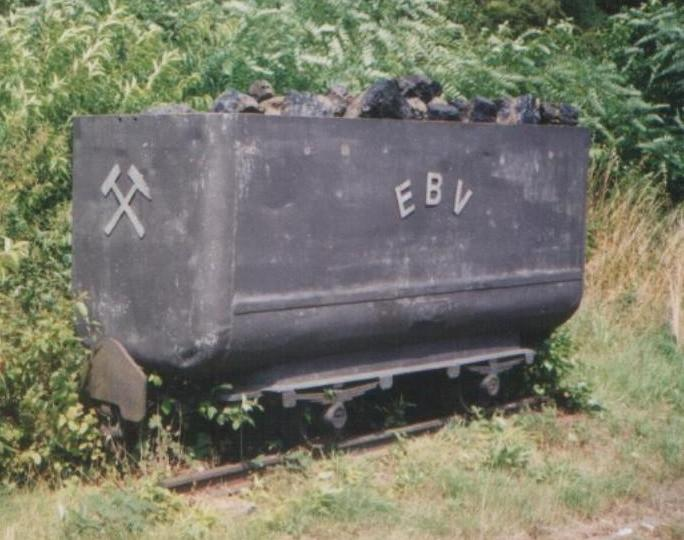
„EBV“-Förderwagen bei Nothberg

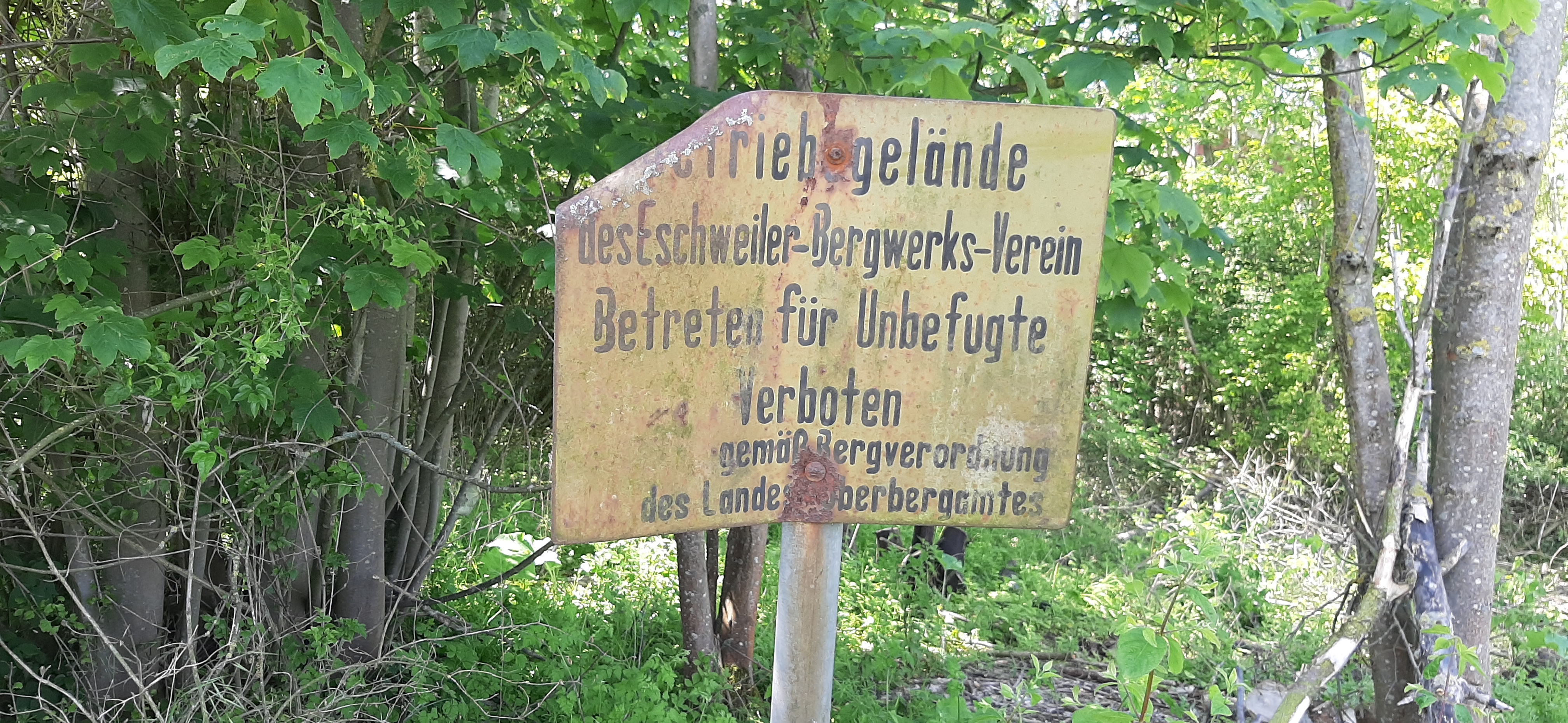
Altes Schild auf dem Betriebsgelände der ehem. Zeche Westfalen

Am 2. August 1834 wurde in Eschweiler ein Vertrag über die Gründung einer Aktiengesellschaft, des Eschweiler Bergwerks-Vereins, geschlossen. Unterzeichnet wird der Notarvertrag – zu dieser Zeit sicher noch nicht so selbstverständlich – von einer Frau: Christine Englerth, der es mit Geschick und Umsicht gelang, den Bergbaubesitz ihrer Familie ungeteilt zu erhalten und auszubauen. Mit ihrem Tod am 4. Mai 1838 wurde die Gründung des Eschweiler Bergwerks-Vereins vollzogen; dadurch entstand die erste preußische Bergbau-Aktiengesellschaft. Erster Betriebsdirektor in den Jahren von 1838 bis 1847 war Johann Heinrich Graeser.
Der EBV betrieb ursprünglich im Eschweiler Kohlberg im Inderevier Steinkohlenbergbau. Ab 1863 wurden die Aktivitäten der Gesellschaft durch den Kauf der Grube Anna in Alsdorf auch auf das Wurmrevier ausgeweitet. Im Jahre 1907 übernahm der Eschweiler Bergwerks-Verein die Vereinigungsgesellschaft für Steinkohlenbau im Wurmrevier, die zweite große Bergbaugesellschaft des Aachener Reviers. Durch die Fusion gewann der EBV neue Gruben in Alsdorf-Mariadorf und Würselen hinzu. Während sich der EBV bis 1907 ausschließlich auf den Markt für Industriekohlen spezialisiert hatte, förderten alle jetzt hinzugekommenen Zechen hauptsächlich Hausbrandkohlen. Die letzte Zeche, die der EBV im Aachener Revier neu eröffnete, war die Grube Emil Mayrisch in Aldenhoven-Siersdorf (Bauzeit: 1938–1952). Die Grube trägt den Namen des technischen Generaldirektors des luxemburgischen Stahlkonzerns Arbed. Die Arbed war seit 1913 über einen Interessenvertrag eng mit dem EBV verbunden. Seit Mitte der 1920er Jahre hielt sie über 90 % des Aktienkapitals des Aachener Unternehmens. Die Arbed sicherte sich durch die Verbindung eine eigene Kokskohlenbasis und verpflichtete sich im Gegenzug, notwendige Investitionen des EBV mitzufinanzieren. Diese Interessengemeinschaft hielt über 75 Jahre bis 1989 und erlosch erst im Zuge der Übernahme des EBV durch die Ruhrkohle AG. Da seit Mitte der 1960er Jahre die Kokskohlenvorräte im Aachener Revier langsam knapp wurden, expandierte der EBV auch ins Ruhrgebiet. So kaufte er die Zechen Erin und Graf Schwerin in Castrop-Rauxel sowie die Zeche Westfalen in Ahlen und die Zeche Lothringen in Bochum.
Mit dem Ende des Steinkohlenabbaus im Aachener Revier 1997 wandelte sich der Geschäftsbereich des EBV nahezu vollständig zum Immobiliendienstleister. Da es früher üblich war, die Bergleute in werkseigenen Wohnungen unterzubringen, besitzt der EBV mehrere Tausend Wohneinheiten in der Region Aachen sowie zahlreiche Baugrundstücke. Hinzu kommen die stillgelegten Bergwerksanlagen, welche zu einem großen Teil zu Industrie- und Gewerbegebieten umgewandelt wurden bzw. werden. Im Rahmen der Umstrukturierung des RAG-Konzerns ist der EBV nunmehr eine Tochterfirma von EVONIK-Immobilien mit der Konzernzentrale in Essen und einem Kundenbüro in Alsdorf.

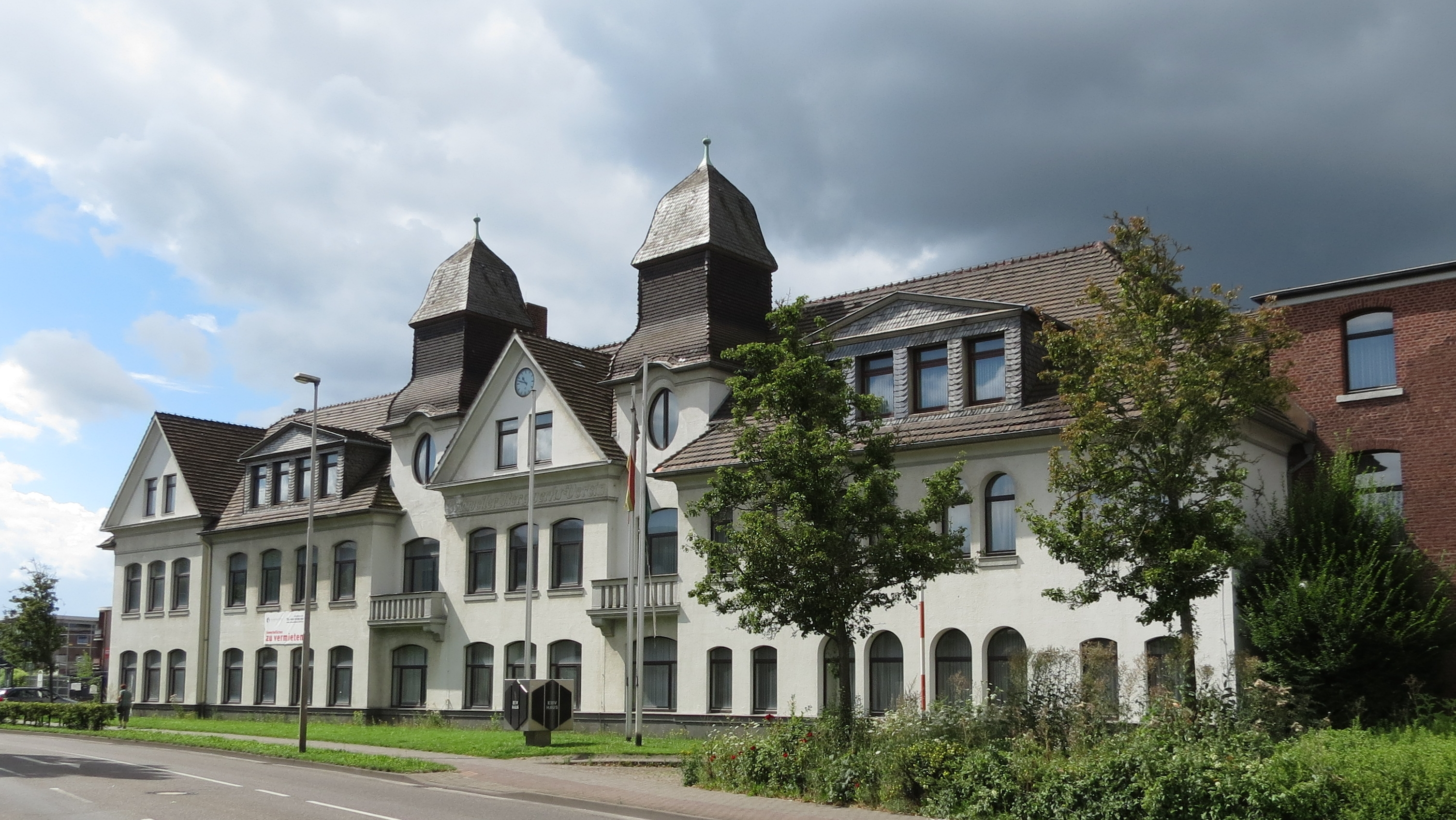
Ehemaliges Zentralbüro EBV in Kohlscheid vor dem Brand 2023

Entsprechend der Verlagerung des Kohleabbaus vom Inderevier zum Wurmrevier wurde 1913 das Zentralbüro des EBV von Eschweiler-Pumpe nach Kohlscheid verlegt. In dem frei werdenden Gebäude in Eschweiler – im Volksmund „Bergamt“ genannt – wird die Verwaltung der EBV-Eisenhüttenabteilung bis 1986 untergebracht.
Das ehemalige EBV-Verwaltungsgebäude in Kohlscheid wurde durch einen Großbrand, vermutlich durch Brandstiftung, am 21. Mai 2023 stark beschädigt, der gesamte Dachstuhl mit den Türmen wurde fast vollständig zerstört.
Zum EBV gehörten zeitweise auch die Röhren- und Stahlwerke in Eschweiler-Aue und Aachen-Rothe Erde. Das Stahlwerk Rothe Erde wurde 1926 stillgelegt, da die Arbed ihre Stahlwerke in Luxemburg konzentrieren wollte. Das Stahlwerk in Aue wurde bereits früher geschlossen, da es gegenüber den Hüttenwerken des Ruhrgebiets nicht konkurrenzfähig war. Die Röhrenwerke in Aue existieren bis heute als eigenständige Gesellschaft
Im Jahr 2008 gab der EBV die Hauptverwaltung in Kohlscheid auf und zog nach Hückelhoven.

## Deutsche Fibercast GmbH
Die Deutsche Fibercast GmbH war ein Anfang der 1960er Jahre vom EBV gegründetes Unternehmen für glasfaserverstärkte Kunststoffrohre. Später firmierte sie in die Fiberdur Vanck um und baute 1996 ein neues Werk in Aldenhoven-Siersdorf. Die Fibercast hatte ihre Räumlichkeiten in den letzten verbliebenen Gebäuden der Grube Reserve zwischen Eschweiler-Mitte und Nothberg.

## Sonstiges
Mit der „Eschweilerstraße“ in Hürth wurde Bezug auf das ehemalige Fabrikgelände der „Ribbert-Werke“ genommen, da der EBV 1920 die Brikett- und Tonröhrenfabrik dieser Werke übernahm. Die Ribbertwerke, nach deren Gründer Moritz Wilhelm Ribbert in Hürth bereits eine Straße benannt ist, waren der erste und lange Zeit größte Hürther Industriebetrieb. 1928 wurden sie vom EBV an die Roddergrube verkauft und 1944 durch Bombenangriffe weitgehend zerstört.
Für die Mitarbeiter wurden in den 1920er Jahren durch das Stolberg-Aachener Bauunternehmen Robert Grünzig GmbH umfangreiche Siedlungsbauten errichtet.